# Декофеинизирование
Декофеинизирование — процесс удаления кофеина из зерен кофе, какао-бобов, листьев чая и других веществ. Некоторые напитки, не содержащие кофеина, иногда называют декофеинизированными (англ. decaffeinated, сокращенно decaf), некоторые — некофеинизированными (англ. uncaffeinated) — то есть изготовленными без добавления кофеина. Несмотря на удаление кофеина, многие декофеинизированные напитки содержат около 1-2 % от исходного количества кофеина.
В случае кофе используют разные методики. Обычно процесс декофеинизирования начинается с обработки необжаренных (зеленых) зерен кофе паром. Затем зерна помещают в раствор, который экстрагирует кофеин, но оставляет другие важные химические вещества в зернах. Процесс экстракции повторяют от восьми до двенадцати раз: до тех пор, пока из зерен не будет удалено до 97 % кофеина. Зерна кофе содержат более четырёхсот химических соединений, которые придают напитку вкус и аромат, поэтому сложно сделать так, чтобы кофеин был удален, а другие компоненты остались в исходных концентрациях.
Сорт кофе арабика содержит в два раза меньше кофеина, чем робуста. В 2004 году в Эфиопии были обнаружены деревья сорта арабика, содержащие небольшое количество кофеина.

## Процесс Розелиуса
Первый коммерчески успешный процесс декофеинизирования был разработан Людвигом Розелиусом и Карлом Виммером в 1903 году. Зерна кофе обрабатывали насыщенным солевым раствором и затем — бензолом для экстракции кофеина. Декофеинизированный кофе в Европе продавался под маркой Kaffee HAG компанией Kaffee Handels-Aktien-Gesellschaft (Coffee Trading Company), во Франции — под маркой Café Sanka и под маркой Sanka — в США. В настоящее время марки Café HAG и Sanka принадлежат компании Kraft Foods. Так как бензол является опасным для здоровья (доказанным канцерогеном), процесс Розелиуса в настоящее время больше не используется при производстве Coffee Hag и Sanka.

## Swiss Water (Швейцарская вода)

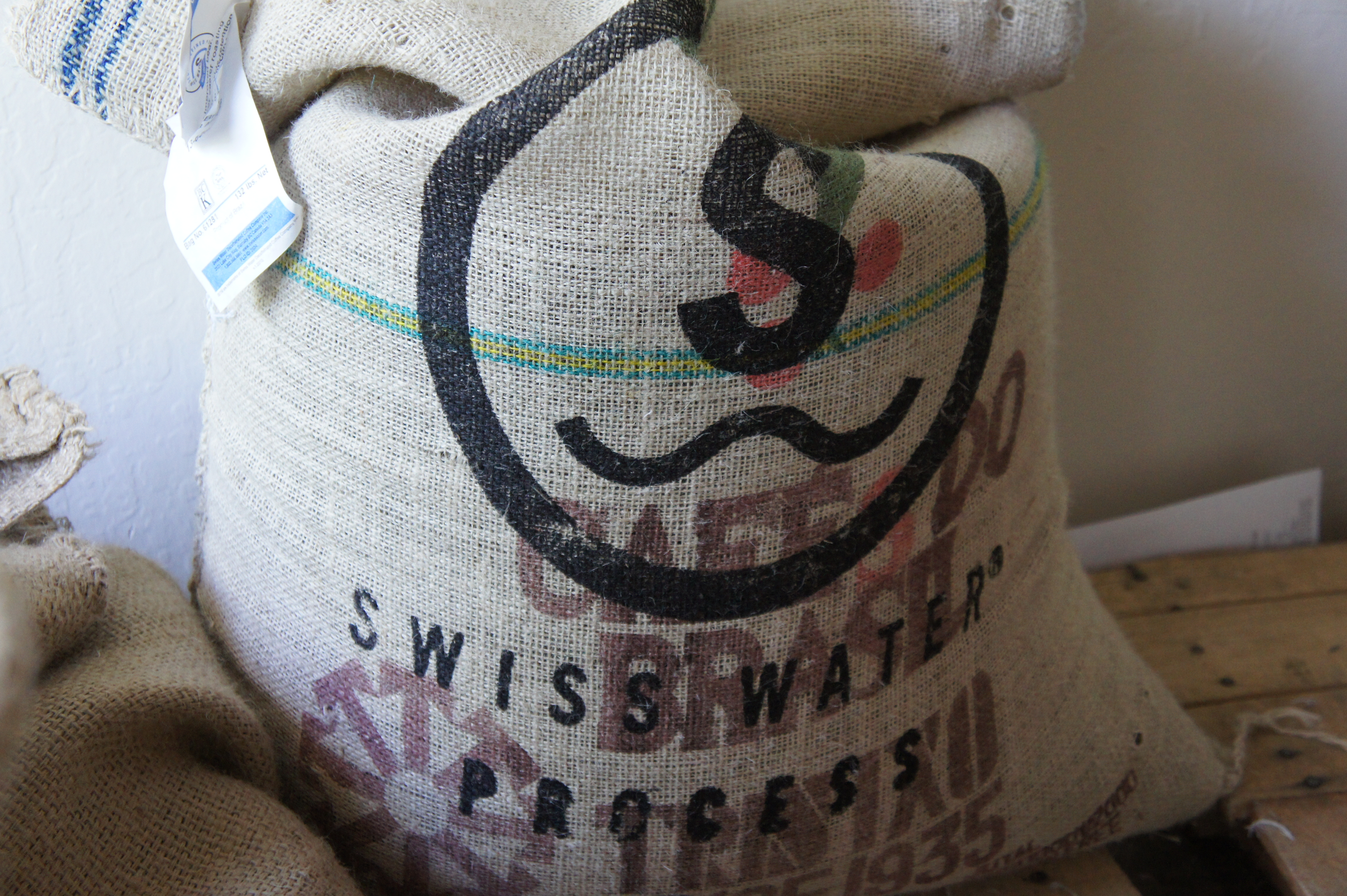
Мешок с кофейными зернами, декофеинизированных по технологии Swiss Water

Метод Swiss Water был разработан компанией Swiss Water Decaffeinated Coffee Company. Для декофеинизирования зеленые (необжаренные) зерна кофе обрабатывают горячей водой, при этом высвобождается кофеин. После экстракции кофеина и других веществ водой зерна выбрасывают, а воду пропускают через угольный фильтр, который задерживает кофеин, но пропускает другие компоненты кофе. Получаемый раствор был назван экстрактом зелёного кофе (англ. green coffee extract (GCE)). Процесс фильтрования повторяют до тех пор, пока не будет захвачено до 99,9 % кофеина.

## Прямой метод
Прямой метод удаления кофеина включает обработку паром в течение 30 минут и дальнейшую обработку дихлорметаном или этилацетатом в течение 10 часов. Раствор удаляют и зерна обрабатывают ещё в течение 10 часов для удаления растворителя. В некоторых случаях декофеинизированный кофе, получаемый при помощи экстракции этилацетатом, называют натуральным продуктом, так как этилацетат может быть получен из фруктов или овощей, хотя для экстракции используют синтетический этилацетат.

## Непрямой метод
В случае непрямого метода зерна сперва погружают на несколько часов в горячую воду. Затем зерна удаляют и экстрагируют кофеин дихлорметаном или этилацетатом. Кофеин может быть легко отделен от растворителя упариванием. Воду повторно используют с новыми порциями зерен. После нескольких циклов экстракции устанавливается равновесие между содержанием кофеина в воде и в зернах. Кроме кофеина, не удаляются другие вещества, поэтому зерна кофе сохраняют аромат и крепкость.

## Процесс CO2-экстракции
В данном методе кофеин экстрагируется из зерен кофе углекислым газом, находящимся при критической температуре под высоким давлением. Предварительно обработанные паром зерна погружаются в ёмкость с углекислым газом под давлением 73-300 атмосфер в сверхкритическом состоянии. После выдерживания в течение 10 часов давление снижают, СО2 испаряется, кофеин удаляют фильтрованием.

## Декофеинизированный чай
Чай может быть также декофеинизирован при помощи прямого метода или процесса CO2, описанных выше. Ферментация не приводит к увеличению или уменьшению количества кофеина в листьях, а разные сорта чая могут содержать разное количество кофеина (например, Camellia sinensis sinensis, Camellia sinensis assamica). Более молодые листья и почки содержат больше кофеина, чем более старые.
Обычная чашка чая содержит около 40—50 мг кофеина, примерно половину от того, что содержится в чашке кофе.
Декофеинизирование чая уменьшает концентрацию кофеина на 80—90 %, при этом на первой пятиминутной стадии удаляется до 70 % кофеина, а на второй — около 23 % общего содержания кофеина.

## Влияние декофеинизированного кофе на здоровье
Потребление декофеинизированного кофе, по-видимому, является таким же благотворным, как и недекофеинизированного продукта, и снижает общую смертность среди значительной выборки. Среди женщин, употребляющих от 1 до 6 чашек декофеинизированного кофе в день, отмечено значительное снижение смертности по сравнению с теми, кто употребляет менее 1 чашки кофе в месяц. У мужчин положительный эффект от употребления кофе значительно менее выражен, чем у женщин: заметное снижение смертности наблюдали лишь у тех, кто потреблял более 2 чашек в день.

## Природный кофе без кофеина —Decaffito
Термин Decaffito используется в качестве торговой марки для обозначения декофеинизированного кофе в Бразилии. В 2004 году были обнаружены деревья кофе Coffea charrieriana и Coffea arabica, которые давали плоды, не содержащие кофеина. Отсутствие кофеина связано с мутировавшей формой гена синтетазы кофеина, в результате активности которого в плодах вместо кофеина накапливается теобромин. Данное свойство может быть перенесено другим сортам кофе при помощи скрещивания с C. charrieriana либо нокаутом гена синтетазы кофеина в обычных сортах. Нужно учитывать, что теобромин имеет схожее с кофеином негативное влияние на организм.